# Alan Sorrenti
Alan Sorrenti (Nápoles, 8 de Dezembro de 1950) é um cantor italiano.
Começou a sua carreira nos inícios da década de 1970 em grupos de rock progressivo, atingindo contudo a notoriedade apenas em 1977 e 1978 com os álbuns Figli delle stelle e L.A. & N.Y.'
Em 1980 representou a Itália no Festival Eurovisão da Canção (1980) com a canção "Non so che darei" que obteve sucesso em Itália e um pouco por toda a Europa.
Sorrenti converteu-se ao budismo e publicou novos álbuns, mas sem obter os sucessos da década de1970.
Outros discos publicados:
- Radici' (1992)
- Miami (1997)
- Sottacqua' (2003)